# MIU
MIU（みゆ、1985年9月3日 - ）は、日本のシンガーソングライター、女優。女優活動時は、立花 美優（たちばな みゆ）名義も使う。宮城県仙台市出身。株式会社GROW・株式会社ブルーエール所属。

## 経歴
2005年に公開された映画『ブラッド・エンジェル〜シスターオブハート〜』結城美里役、そして同作の主題歌で歌手デビュー。シンガーソングライター・俳優の他、映画やCM出演、ナレーションなど幅広く活動している。
自らの故郷である仙台にも大きな被害をもたらした東日本大震災の復興支援プロジェクトとして、2013年より作曲家の菊地圭介と共に「丘の上のひまわり」プロジェクトを始動させている。
2018年8月株式会社GROW・株式会社ブルーエールへ事務所移籍。

### 映画
2005年
- ブラッド・エンジェル(Angel 結城美里)

2007年
- クローズ・ユア・マインド 馬熊横丁(今井ミカ)
- 喰いしん坊!(伊藤香織)

2010年
- さよなら夏休み(渡辺水帆)

2016年
- 絶壁の上のトランペット(サナエ)

2017年
- 一茶(むく)

### OVA
2006年
- ブラックエンペラー・レディース

### TV
2005年
- NHKプレマップ(NHK/BS)ナレーション
- 情報ライブMovin'(仙台放送)出演

2006年
- NHK/BS 広報「N.Y.まるごと72時間」出演

2007年
- CATV-北9チャンネル 「style asiana」音楽担当MC

### ラジオ
- Good Afternoon Music(TBCラジオ(仙台)) 金曜レギュラー(2006年)
- FROM S neo(Date fm(仙台)) 水曜レギュラー(2007年4月4日-)
- サタデーホットリクエスト 生ライブ(NHK-FM)(2007年9月22日)

### CM
- 大黒屋2005-2006年 テレビCM(関西地区)
- 大黒屋2007年 テレビCM(関西/東海地区)
- スタンドワンBiVi仙台店 2007年　オーロラビジョン(仙台)
- 大黒屋2009年 テレビCM(東京)
- ビフテキのカワムラ 2012年テレビCM(東京)
- エステティックTBC 2017-2018年 テレビCMナレーション

### 舞台
2019年
- 5月「湯もみガールズ〜菜々絵の探偵物語〜 」

ヒロイン・多田かおり役
- 8月「KAPPAN〜ありがとう・ごめんなさい〜 」

ヒロイン・北川愛美ことラブ役
- 9月「The Great Gatsby In Tokyo 」

マートル役

## 作品

### CDマキシシングル
1. Time goes by（2005年5月18日）
  - 映画「ブラッド・エンジェル」主題歌
2. dear...（2006年7月19日）
3. Luv U（2007年7月25日）
4. KIZUNA〜絆〜/FURUSATO〜故郷〜/to papa〜パパへ〜（2011年8月17日）

### CDアルバム
1. さよなら夏休み　ミュージック・コレクション（2010年3月3日）